# Dennis Daley
Dennis Daley (Fort Lauderdale, 7 agosto 1996) è un giocatore di football americano statunitense che milita nel ruolo di offensive tackle per i Jacksonville Jaguars della National Football League (NFL).

## Carriera

### Carolina Panthers
Daley fu scelto nel corso del sesto giro (212º assoluto) del Draft NFL 2019 dai Carolina Panthers. Debuttò come professionista subentrando nella gara del primo turno contro i Los Angeles Rams. Nella sua stagione da rookie disputò 14 partite, di cui 9 come tackle sinistro titolare.

### Tennessee Titans
Il 29 agosto 2022 Daley e una scelta del settimo giro del Draft 2024 furono scambiati con i Tennessee Titans per una scelta del quinto giro del 2024.

### Arizona Cardinals
Il 21 marzo 2023 Daley firmò un contratto biennale con gli Arizona Cardinals. Il 31 agosto 2023 fu inserito in lista infortunati.

### Jacksonville Jaguars
Il 5 novembre 2024 Daley firmò con la squadra di allenamento dei Jacksonville Jaguars. Il 6 gennaio 2025 firmò un nuovo contratto come riserva.